# Batalla de Adamclisi
La batalla de Adamclisi fue un importante enfrentamiento de las guerras dacias en el invierno del 101-102 entre las fuerzas del Imperio romano y del reino de Dacia en la actual Adamclisi, Rumania.

## Antecedentes
Después de su victoria en Tapae, el emperador romano Trajano decidió detener temporalmente su ofensiva contra la capital dacia de Sarmizegetusa. El rey de Dacia, Decébalo, se benefició de esto y confeccionó un plan junto con sus aliados roxolanos y bastarnos para atacar al sur del Danubio, en la provincia romana de Mesia, en un intento de forzar a los romanos a abandonar sus posiciones en las montañas cercanas a Sarmizegetusa.

## La batalla

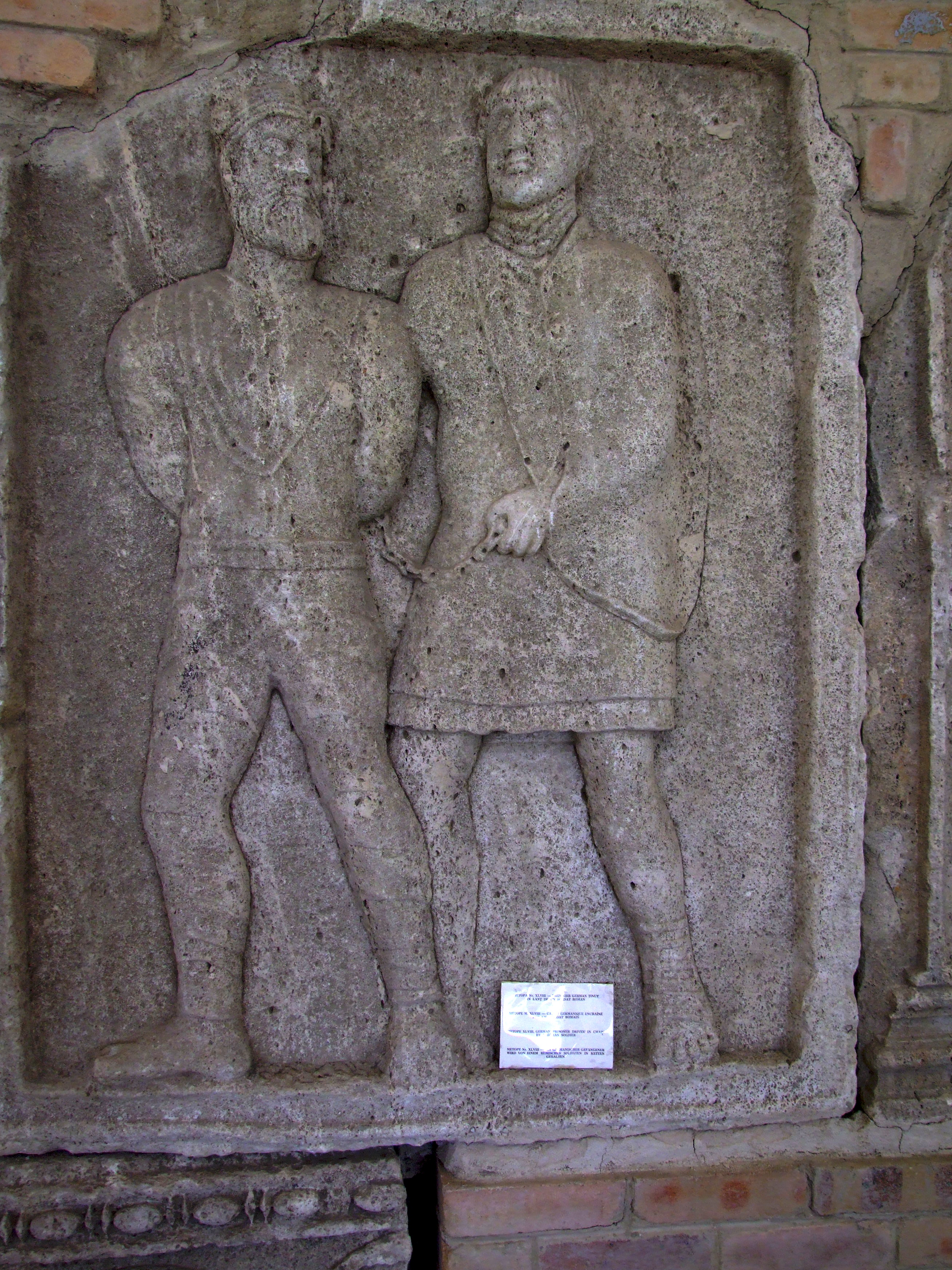
Prisionero de guerra dacio con soldado romano.

Los dacios junto con sus aliados cruzaron el Danubio que estaba congelado, pero a causa de que el tiempo no era lo suficientemente frío, el hielo se rompió y perdieron muchos guerreros.
Trajano sacó a su ejército de las montañas, a raíz de la presencia de los dacios en Mesia. La primera batalla se libró durante la noche en algún lugar cerca de la ciudad de Nicopole, que concluyó con pocas bajas en ambos bandos y sin ningún resultado decisivo. Sin embargo, como los romanos recibieron refuerzos, fueron capaces de arrinconar al ejército enemigo.
La batalla decisiva se libró en Adamclisi y fue muy disputada y difícil para ambos bandos; aunque los romanos finalmente se impusieron, sufrieron grandes bajas.

## Consecuencias
Después de la batalla, Trajano continuó su avance hacia Sarmizegetusa y la puso bajo asedio. Entonces fue Decébalo quien pidió una tregua. Trajano aceptó las ofrendas de paz, paz que, por primera vez desde época de Domiciano, fue favorable para el Imperio romano: Decébalo tuvo que ceder los territorios ocupados por el ejército romano y entregar a los romanos todas las armas y máquinas de guerra recibidas después del tratado de paz del año 89, cuando los romanos bajo Domiciano fueron obligados a pagar anualmente un tributo a los dacios.
Decébalo se vio obligado a reconsiderar su política exterior y "tener por amigos y enemigos los amigos y los enemigos del Imperio romano", según lo descrito por Dión Casio. Posteriormente se rebeló contra la presencia romana, siendo derrotado en 105-106, y Dacia fue anexada al imperio. Trajano erigió en memoria de su victoria el Tropaeum Traiani en 109.